# Skåne (musikalbum)
Skåne är ett musikalbum av Östen Warnerbring från 1973 där han tolkar dikter av skånska diktare. "Kivikspolka" lades till två år efter förstaupplagan, en hyllning till Fritiof Nilsson Piraten.
Warnerbring framför låtarna med skånsk dialekt. Expressens recensent Alf Thoor skrev: "Hade Simon and Garfunkel avslöjat sig som hemmahörande i Kåseberga eller Glumslöv och framträtt med ett av sina valda ombud kunde det ha låtit så här."
Skåne är en av titlarna i boken Tusen svenska klassiker (2009).

## Spår
1. Kivikspolka av Arne Ericsson (om Fritiof Nilsson Piraten)
2. Skåne av A.U. Bååth
3. Och vore jag skald och gammal och grå av A.U. Bååth
4. Stor lösöreauktion av Thomas Munck af Rosenschöld
5. Mitt hjärta bor i en gammal gård av Theodor Tufvesson
6. Kivikasill av C.T. Holmström
7. Den gamle klockaren av Daniel Rydsjö
8. Sommarspel av Daniel Rydsjö
9. Till en näktergal i Malmö av Hjalmar Gullberg
10. Ales stenar av Anders Österling
11. Hemmavid av Max Lundgren
12. Den blonda sommaren av Jacques Werup
13. Åke Runnquist Hans Alfredson
14. Om kriget i Vietnam av Göran Sonnevi
15. Uppslagsord Lund av Max Lundgren
16. Har du sett landet om sommaren? av Artur Lundkvist
17. Arv och eget av Gabriel Jönsson

Musik av Östen Warnerbring utom 1 – Gustaf Egerstam, 7 – Berndt Egerbladh.

### Fotnoter
1. ↑  Information i Svensk mediedatabas.
2. 1 2 3  Gradvall et al (2009), #355